# Interpolación racional
Una Función racional {\displaystyle r}, de grado {\displaystyle N}, es un cociente de polinomios cuyos grados suman {\displaystyle N}.
{\displaystyle r(x)={\frac {p(x)}{q(x)}}={\frac {p_{0}+p_{1}(x-x_{0})+\cdots +p_{n}(x-x_{0})^{n}}{q_{0}+q_{1}(x-x_{0})+\cdots +q_{n}(x-x_{0})^{n}}}}
La primera forma de obtener esta función racional se parece más a una interpolación  que a una aproximación, propiamente dicha.
Supongamos que {\displaystyle x_{1},x_{2},\cdots ,x_{N}} son puntos, ninguno de los cuales es igual al punto {\displaystyle x_{0}}, en torno al cual se obtiene la interpolación. Queremos que {\displaystyle f(x)} y {\displaystyle r(x)} coincidan en el conjunto {\displaystyle {x_{0},x_{1},x_{2},\cdots ,x_{N}}}.
Para que {\displaystyle r(x)} exista en {\displaystyle x_{0}}, debe ser {\displaystyle q_{0}\neq 0} y podemos suponer, sin pérdida de generalidad, que {\displaystyle q_{0}=1}. Por otra parte, al sustituir {\displaystyle x} por {\displaystyle x_{0}}, se obtiene {\displaystyle p_{0}=f(x_{0})}. Así pues, el punto {\displaystyle x_{0}} ya ha sido utilizado y no intervendrá en los cálculos siguientes. Si sustituimos en {\displaystyle r(x)}, cada uno de los puntos {\displaystyle {x_{0},x_{1},x_{2},\cdots ,x_{N}}} y exigimos que el resultado sea, en cada caso, el valor de {\displaystyle f(x)} en dichos puntos, obtendremos el sistema de ecuaciones:
{\displaystyle \sum _{k=1}^{n}p_{k}(x_{i}-x_{0})^{k}-\sum _{j=1}^{m}f(x_{i})q_{j}(x_{i}-x_{0})^{j}=f(x_{i})-f(x_{0}),i=1,2,\cdots x_{N}}